# Exploitation agricole d'État
Les exploitations agricoles d'État (en polonais : państwowe gospodarstwo rolne, abrégé en PGR) sont les fermes collectives ayant existé en Pologne communiste, similaires aux sovkhozes soviétiques ou aux volkseigenen Güter d'Allemagne de l'Est.
Créées en 1949 en tant qu'application de l'idée socialiste de propriété des terres agricoles par le gouvernement, elles étaient principalement situées dans les territoires recouvrés (les régions anciennement allemandes acquises par la Pologne à l'issue de la Seconde Guerre mondiale), mais étaient également répandues dans le reste du pays. Relativement peu efficaces et dépendantes des subventions du gouvernement, la plupart firent faillite peu après la chute du régime communiste et l'adoption par la Pologne d'une économie de marché.